# Minutemen
Minutemen é um filme original do Disney Channel, e teve sua estreia em 25 de Janeiro de 2008, nos Estados Unidos. O filme é protagonizado por Jason Dolley, de Cory na Casa Branca, e conta a história de Virgil Fox, um jovem adolescente, que passa de "popular" a "intelectual", por ter sido pendurado num carneiro no seu primeiro dia de aulas no secundário. No Brasil estreou quase dois anos mais tarde, no dia 13 de Junho de 2010 no Disney Channel

## Enredo
O filme conta a história de 3 adolescentes que resolvem construir uma máquina do tempo, para ajuda-los a eles e a outros jovens ao seu redor... Além disso eles a usam para modificarar coisas que erraram no passado... A vida de dois deles muda completamente assim que eles são agredidos por rufias da escola, sendo que o terceiro amigo os ajudou. Durante o filme eles lutam, conhecem garotas e fazem mais amizades...

## Elenco
| Ator/Atriz        | Personagem           |
| ----------------- | -------------------- |
| Jason Dolley      | Virgil Fox           |
| Luke Benward      | Charlie Tuttle       |
| Chelsea Staub     | Stephanie Jameson    |
| Nicholas Braun    | Zeke Thompson        |
| J.P.Manoux        | Diretor Skinner      |
| Steven R. McQueen | Derek Beaugard       |
| Kara Crane        | Jeanette Pachelewski |
| Dexter Darden     | Chester              |
| Kellie Cockrell   | Jocelyn Lee          |
| Molly Jepson      | Amy Fox              |
| Larry Filion      | Agente do F.B.I      |

## Recepção
O filme foi o programa mais assistido da semana na televisão a cabo norte-americana, com 6,48 milhões de telespectadores. O diretor do filme Lev L. Spiro, recebeu uma indicação ao Director's Guild Awards, na categoria de "Melhor Direção em Programas Infantis".